# Heras
Heras is een Nederlands bedrijf gespecialiseerd in perimeterbewaking. Het bedrijf werd in 1952 opgericht als producent van afsluitingen, en begon in 1966 met het aanbieden van tijdelijke hekken, de zogenaamde Herashekken. Het hoofdkantoor van Heras bevindt zich in Oirschot.